# Heilig-Geist-Spital (München)

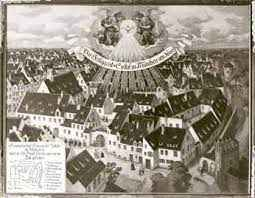
Heilig-Geist-Spital um 1600

Das Heilig-Geist-Spital war eine bedeutende Einrichtung zur Versorgung von Alten und Kranken in München. Seit dem Mittelalter lag die Verwaltung des Spitals überwiegend in der Hand der Stadtverwaltung. Auch gegenwärtig liegt die Heiliggeistspital-Stiftung in der Hand der Stiftungsverwaltung der Stadt München.

## Lage
Das Heilig-Geist-Spital lag auf dem Gebiet des heutigen Viktualienmarkts zwischen dem Tal und der Stadtmauer, die ungefähr in der Verlängerung der Westenriederstraße zum Rosental verlief.
Am Südrand des Spitals stand der Fischerturm, ein Wachtturm der Stadtmauer, und ihm vorgelagert in der Zwingermauer ein Scheibling genannter Rundturm. Die Nordseite nahm die Spitalkirche Heilig Geist, ein, die als einziges Bauwerk des Spitals noch erhalten ist. Am Chorschluss im Osten der Kirche an der heutigen Heiliggeiststraße lag der Eingang zum Spital.
Westlich des Spitals floss der Pfisterbach, einer der Münchner Stadtbäche. Durch das Spital floss der Fischerbach, der vom Roßschwemmbach abzweigte, beim Fischerturm in die Stadt eintrat und knapp südlich des Tals in den Pfisterbach mündete. Der Friedhof des Spitals lag in der Südostecke des Spitals auf dem Gebiet des späteren Dreifaltigkeitsplatzes. Im Osten grenzte das Spital an Wohnbebauung an.

Zeichnungen des Heilig-Geist-Spitals von Gustav Steinlein nach dem Sandtnerschen Stadtmodell von 1570
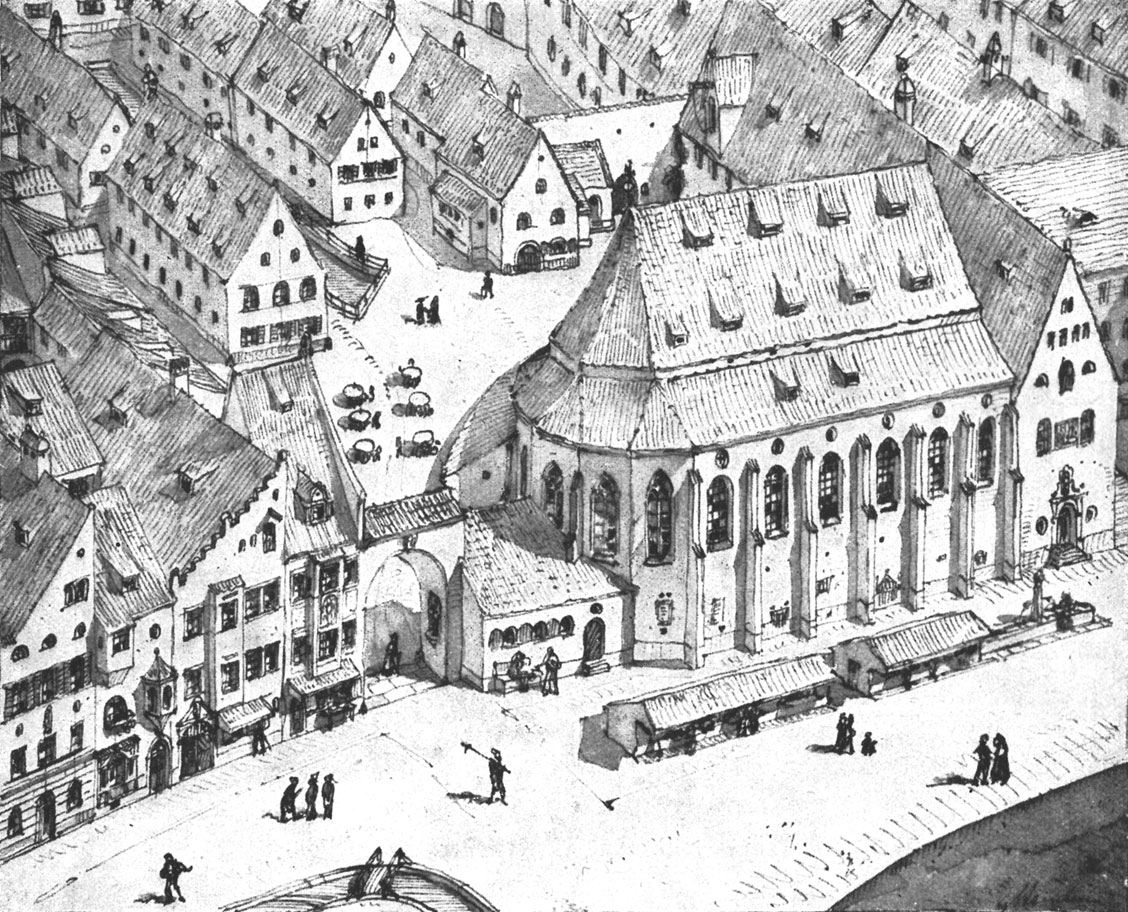
Heilig-Geist-Kirche und Heilig-Geist-Spital
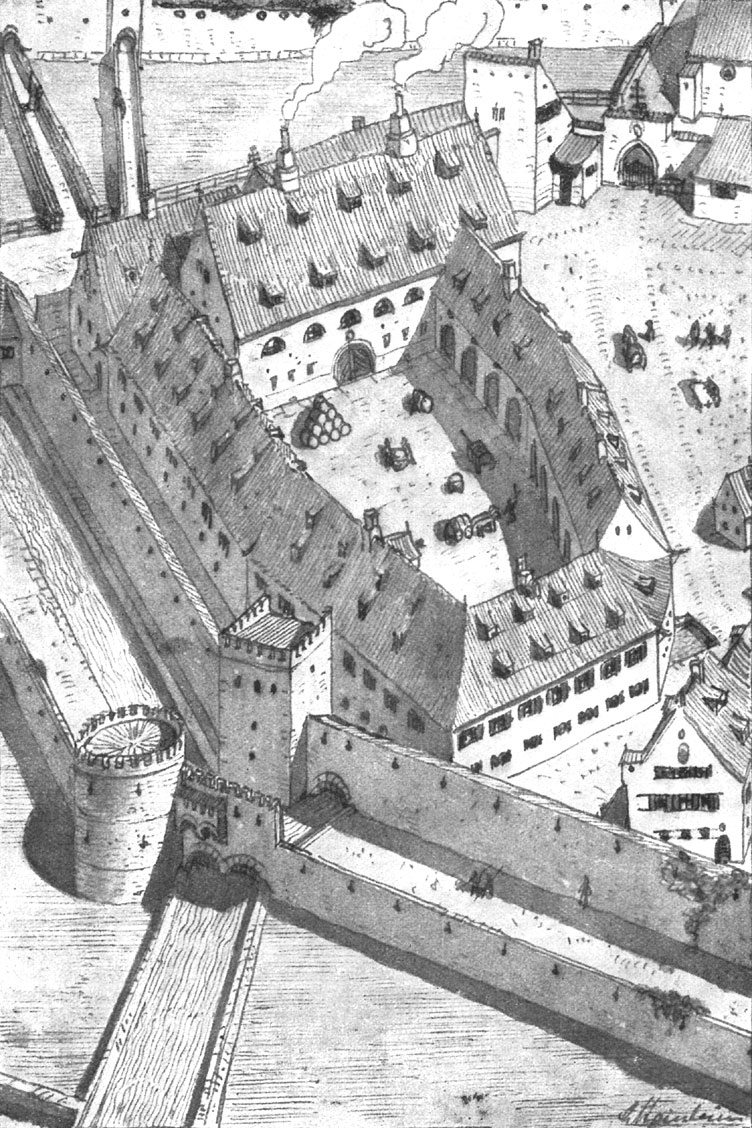
Teil des Spitals mit Fischerturm und Scheibling
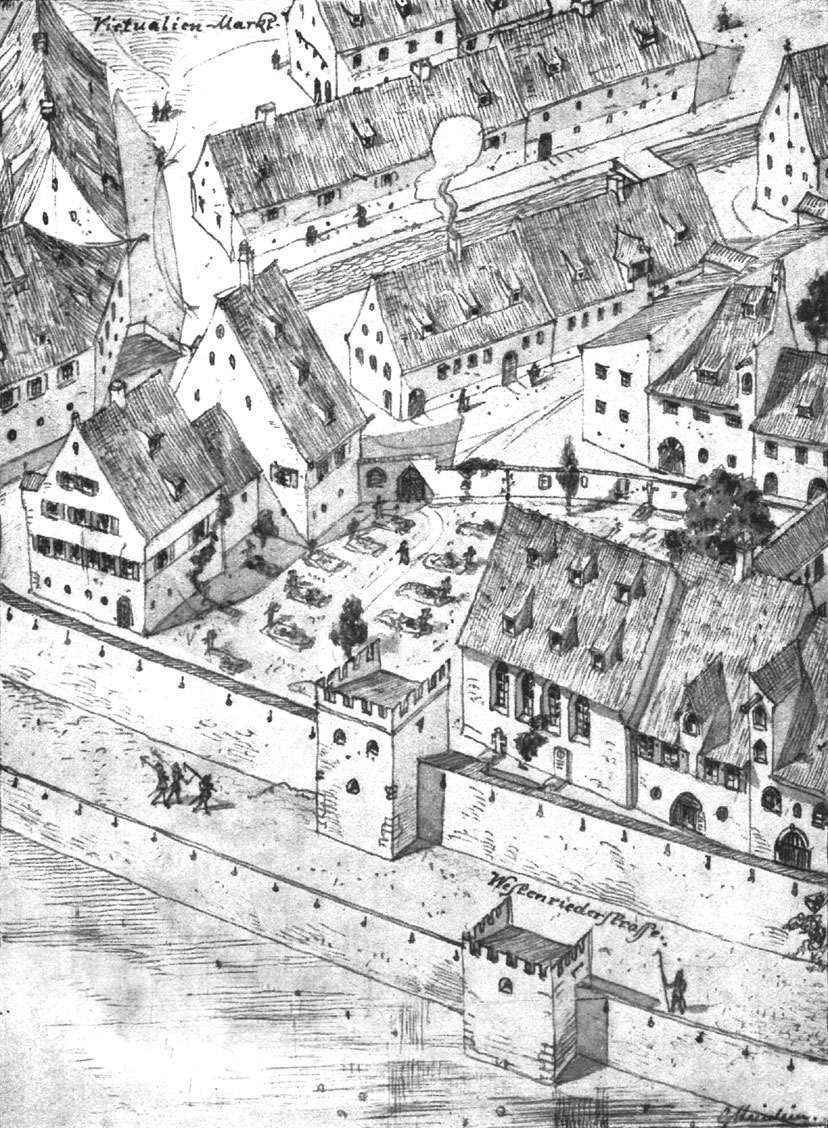
Teil des Spitals mit Fischerbach und Friedhof

## Geschichte

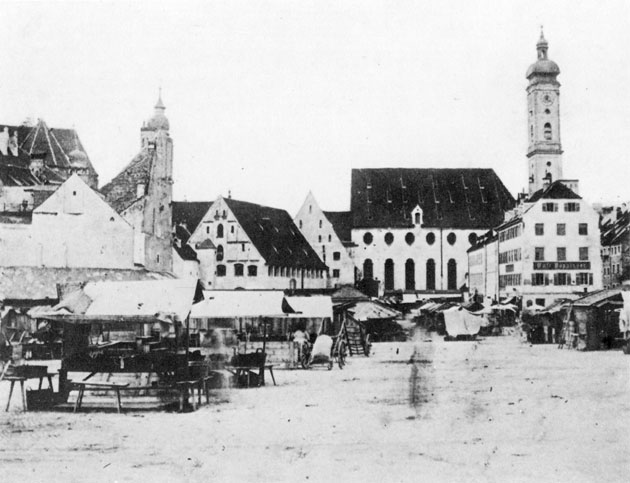
Viktualienmarkt mit Heilig-Geist-Kirche und restlichen Spitalbauten 1858

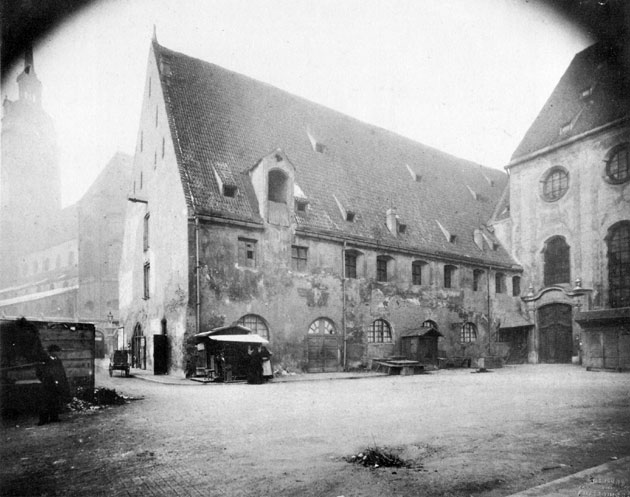
Das Frauenhaus 1884 kurz vor dem Abriss

Das Spital wurde laut Überlieferung 1208 durch eine Stiftung von Herzog Ludwig I. („Ludwig der Kelheimer“) ins Leben gerufen. Das Spital diente der Versorgung von Pilgern, Kranken und bedürftigen Alten. Betreut wurde es zunächst vermutlich von einer nach der Augustinerregel lebenden Bruderschaft, spätestens seit 1291 von der Bruderschaft vom Heiligen Geist. 1250 wurde das Spital erstmals urkundlich erwähnt. In einer Urkunde bestätigte Papst Innozenz IV. dem Spital alle seine Rechte, Privilegien und Besitzungen. Dabei wird auch eine Kirche zum Heiligen Geist genannt, obwohl andere Quellen (erstmals 1286 und bis ins 14. Jahrhundert) nur von einer Katharinenkapelle mit dem Patrozinium der Katharina von Alexandrien berichten. In einer weiteren Urkunde bestätigte Papst Urban IV. die von Innozenz IV. gewährten Rechte. 1271 wurde das Spital zu einer eigenständigen Pfarrei erhoben und erhielt ein eigenes Begräbnisrecht.
Neben dem eigenen Grundstück gehörten dem Heilig-Geist-Spital im späten 13. Jahrhundert auch eine Brauerei, Mühlen, ein Bad, eine Pfisterei, eine Schmiede, Brot- und Fleischbänke, Tuchhändlerläden sowie zahlreiche Wirtschaftsgebäude, Häuser, Höfe, Wälder und Ländereien. Das Spital wurde dadurch auch zu einem Wirtschaftsfaktor der Stadt München. Erweitert wurde der Besitz der Spitalstiftung 1301 um die Schwaige Hesselohe, das spätere Großhesselohe, und 1308 um das Gut Chastel mit Wiesen, Weide und einem Waldstück, das den Grundstock für den heutigen Stiftungswald Forst Kasten bildete.
1327 wurde das Spital bei einem großen Stadtbrand zerstört. 1330 verließ der Orden der Brüder vom Heiligen Geist München. Das Spital fiel damit unter die Verwaltung der Stadt. 1392 wurde die gotische Heilig-Geist-Kirche nach zehnjähriger Bauzeit eingeweiht. Die Katharinenkapelle blieb als Nebenkapelle der Heilig-Geist-Kirche erhalten. Das heutige Erscheinungsbild der Kirche geht auf eine von 1724 bis 1730 erfolgte Umgestaltung im barocken Stil zurück.
Mit der Zeit wandelten sich die Aufgaben des Spitals. Die Betreuung von Pilgern ist 1359 letztmals erwähnt. Um 1451 wurden neben Kranken erstmals auch Waisen, Findelkinder, geistig behinderte Kinder und schwer Geisteskranke im Spital aufgenommen und versorgt. Eine immer größere Bedeutung gewannen die Pfründe. Dabei erwarben Bürger durch Geldzahlungen das Recht auf eine feste, dauernde Versorgungsleistung aus dem Vermögen des Spitals. Dadurch wurde das Spital vorwiegend zu einer Versorgungsanstalt für gebrechliche, pflegebedürftige oder alte Menschen. Auch wenn die Plätze für Pfründner laufend erhöht wurde, konnten nicht alle Aufnahmewünsche erfüllt werden. 1589 wurde eine Gebärstube für unverheiratete Frauen eingerichtet, der 1782 eine Hebammenschule für ganz Bayern angegliedert wurde. Gegen Ende des 18. Jahrhunderts wurden Teilaufgaben des Spitals ausgelagert. Für Waisen und Findelkinder wurde 1784 ein Waisenhaus in der Nussbaumstraße eingerichtet, in das 1803 auch die Gebärstube und die Hebammenschule verlagert wurden. Geisteskranke wurden 1803 in die neu geschaffene Irrenanstalt in Giesing verlegt. Dem Heilig-Geist-Spital blieb die Versorgung alter Menschen, die hauptsächlich aus ärmeren Bevölkerungsschichten stammten.
1806 wurde das Spitalsvermögen im Rahmen der Säkularisation verstaatlicht. Auch Verwaltung des Spitals ging von der Stadt München an das Königreich Bayern über. 1807 Ein Jahr darauf wurde der bisher auf dem Schrannenplatz (heutiger Marienplatz) abgehaltene Viktualienmarkt (Lebensmittelmarkt) in den Innenhof des Heilig-Geist-Spitals verlegt, wozu auch vier Häuser des Spitals abgebrochen wurden. Weitere Gebäude wurden in den folgenden Jahrzehnten abgerissen, als letztes 1884 das an die Westseite der Heilig-Geist-Kirche angebaute Frauenhaus. Durch das Abhalten des Marktes auf dem Spitalgelände wurde der Spitalbetrieb stark beeinträchtigt.
1817 erhielt die Stadt München das Vermögen und die Verwaltung des Heilig-Geist-Spitals zurück. 1823 wurden die restlichen Bewohner des Spitals in das ehemalige Kloster der Elisabethinnen in der Mathildenstraße verlegt. Die ehemalige Klosterkirche St. Elisabeth wurde zur Spitalkirche. Das neue Heilig-Geist-Spital wurde ab 1836 von den Barmherzigen Schwestern des Heiligen Vinzenz von Paul betreut. Bald wurde aber auch dieser Bau zu klein. 1907 wurde das von Hans Grässel 1904–07 neu errichtete Altenheim Heilig Geist am Dom-Pedro-Platz bezogen, das als Musterbau der Altenpflege galt.
Seit 1909 erinnert eine Gedenktafel im südlichen Eingangsbereich der Heilig-Geist-Kirche an das ehemalige Heilig-Geist-Spital.